# Ховевей Цион

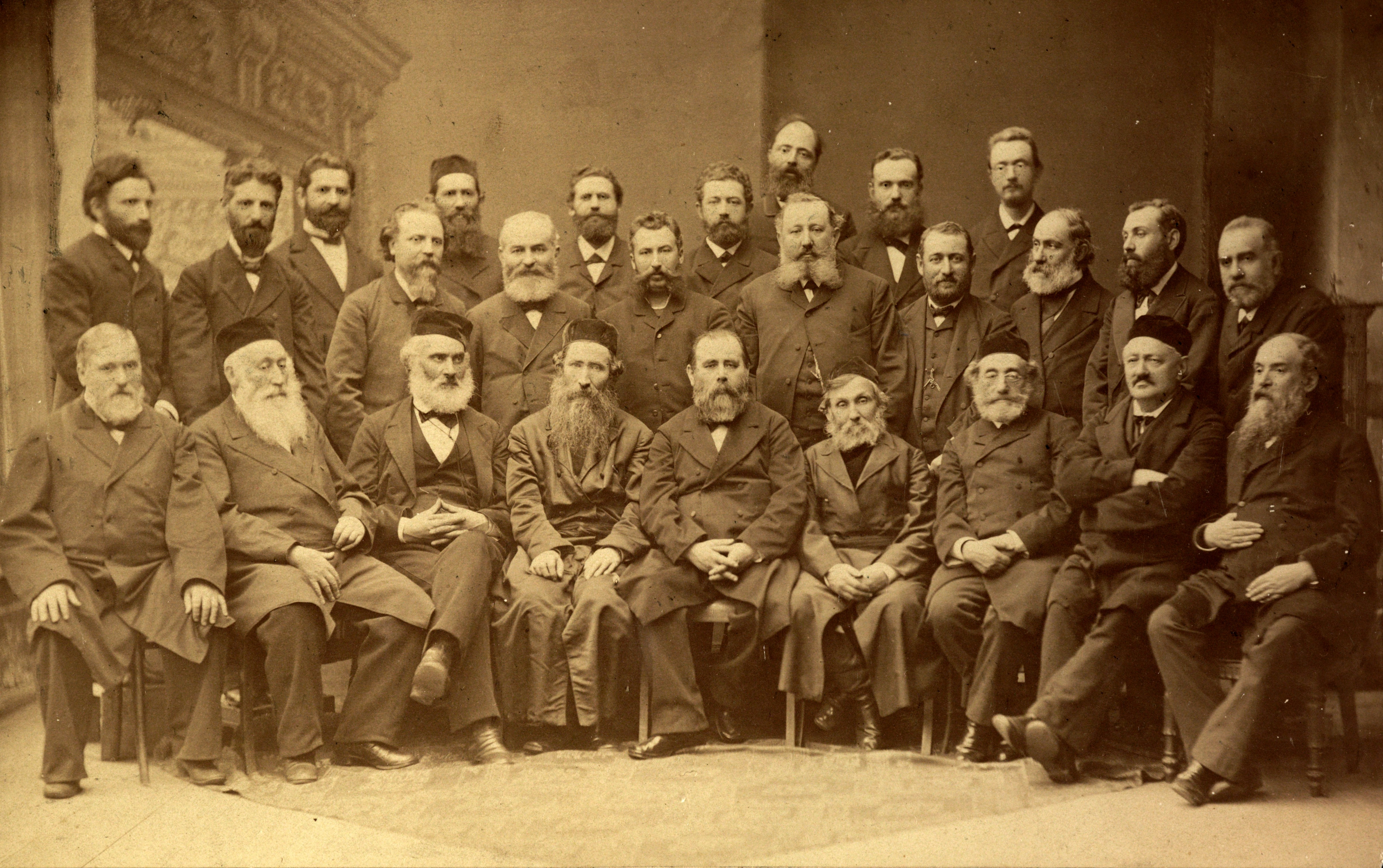
Участники учредительной конференции в Катовицах, фотография 1884 года

Ховеве́й Цио́н (также Хиббат Цион, חִבַּת צִיּוֹן, חוֹבְבֵי צִיּוֹן, буквально «любящие Сион», также палестинофилы) — протосионистское движение, которое возникло в начале 1880-х годов как ответ на еврейские погромы в Российской империи и официально сформировано на конференции под руководством Льва Пинскера в 1884 году.

## Цели
Главной задачей организации было переселение евреев на их историческую родину в Землю Израиля и дальнейшее их обустройство там путём развития сельского хозяйства, ремесленничества, строительства новых и поддержания старых еврейских поселений на территории сначала Османской империи, а после в подмандатной Палестине.

## История движения
В 1881—1882 годах в Российской империи прошли еврейские погромы.
После этого повсеместно в России начали создаваться еврейские кружки и группы, в это же время началась Первая алия.
В ноябре 1884 года на съезде в городе Катовице (тогда Пруссия, ныне Польша) было принято решение создать единую организацию, которая бы объединила разрозненные до этого еврейские кружки и группы палестинофильского толка. Главой новой организации «Мазкерет Моше» (Общество Моше Монтефиоре) избрали Иехуду Лейба Пинскера, который до погромов 1881—1882 годов выступал за эмансипацию евреев среди других народов, но после погромов выступил за создание еврейского государства в Палестине.
Среди тех, кто поддержал новую организацию, были П. Смоленскин, М. Д. Брандштедтер, А. Б. Готлобер и М. Л. Лилиенблюм.